# Pedro Cerisola y Weber
Pedro Cerisola y Weber (Ciudad de México, 13 de marzo de 1949) es un político y arquitecto mexicano, miembro del Partido Acción Nacional. Fungió como secretario de Comunicaciones y Transportes durante el sexenio del presidente Vicente Fox. 
Estudió Arquitectura en la Escuela Nacional de Arquitectura de la UNAM. (1967-1968) y en la Escuela de Arquitectura de la Universidad Iberoamericana (1968-1971). También llevó a cabo estudios de Alta Dirección de Empresas en el IPADE.
Entre 1975 y 1980, Pedro Cerisola y Weber trabajó en Aeropuertos y Servicios Auxiliares en Proyectos y Planeación en la Gerencia General del Aeropuerto Internacional de la Ciudad de México. Posteriormente, se desempeñó como Subdirector Comercial y Director de Operación de Aeronaves de México, S.A. de C.V.
En el periodo 1983-1985, fue director en la Dirección General de Aeronáutica Civil en la Secretaría de Comunicaciones y Transportes. Posteriormente (1985-1988), fue director Comercial de Aeronaves de México, S.A de C.V.; y en 1988 fue responsable de la creación de Aerovías de México, S.A. de C.V. Ese mismo año, ocupó la Dirección General de esta Empresa hasta agosto de 1990.
Entre 1991 y 1999 trabajó en Teléfonos de México, S.A. de C.V., en donde desempeñó diversos cargos: director de Operación, director de Planeación y director general regional.
Durante 1999 y hasta el 1 de julio de 2000, fue coordinador general de la campaña presidencial de Vicente Fox. En los últimos cinco meses, fungió como asesor del presidente electo de los Estados Unidos Mexicanos.
El 1 de diciembre de 2000, fue designado por el presidente Fox como secretario de Comunicaciones y Transportes.
Hoy en día, es maestro de arquitectura de la materia proyectos II en la Universidad Iberoamericana (UIA) de la Ciudad de México.